# Todd Nicholson
Todd Nicholson (* 1972 in San Francisco) ist ein US-amerikanischer Jazz-Bassist.

## Leben und Wirken
Nicholson studierte in New York bei Billy Bang, William Parker, Butch Morris und Ras Moshe. Seit Beginn der 2000er Jahre arbeitete er außerdem mit Assif Tsahar, Butch Morris’ Jump Arts Orchestra, Sirone, Peter Brötzmann, Roy Campbell, Eddie Gale, Frank Lowe, Alan Silva, James Spaulding und Steve Swell. Mittlerweile lebt er in Japan, wo er mit Tatsuya Nakatani, Michiyo Yagi, Keisuke Ohta und im Satoko Fujii New Trio (Spring Storm, 2013) spielte. Daneben leitete er die eigenen Formation Otic Band/Ensemble und Lemon Law Arbitration. Im Bereich des Jazz wirkte Nicholson zwischen 2001 und 2008 bei elf Aufnahmesessions mit.

## Diskographische Hinweise
- Assif Tsahar: The Labyrinth (Hopscotch, 2002)
- Stephen Gauci Trio: First, Keep Quiet (CIMP, 2005)
- William Parker: Long Hidden: The Olmec Series (AUM Fidelity, 2006)
- Billy Bang: A Prayer for Peace (TUM Records, 2010)